# Pseudospirobolellus gobiclunis
Pseudospirobolellus gobiclunis är en mångfotingart som beskrevs av Carl Graf Attems. Pseudospirobolellus gobiclunis ingår i släktet Pseudospirobolellus och familjen Pseudospirobolellidae. Inga underarter finns listade i Catalogue of Life.